# Barcelona (Sorsogon)
Barcelona é um município de  quinta classe de renda municipal (d) na província Sorsogon, nas Filipinas. De acordo com o censo de 1 de maio  de  2020 possui uma população de 20 987 pessoas e 5 255 domicílios.